# 拉惹端赛亚威
拉惹端赛阿威（（1881年4月13日—1943年2月1日）），玻璃市第五任拉惹。

## 生平
赛阿威1881年4月13日出生于玻璃市亚娄，家族长子，为其父端赛沙菲与第一位妻子Wan Sa'adiah所生。曾就读于圣芳济国民中学以及瓜拉江沙马来学院。终生未婚无子嗣。
| 前任： 端赛沙菲 | 玻璃市拉惹 1904年12月30日－1943年2月1日 | 繼任： 拉惹端赛韩查 |